# NGC 5716
NGC 5716 est une galaxie spirale barrée située dans la constellation de la Balance. Sa vitesse par rapport au fond diffus cosmologique est de 4 384 ± 16 km/s, ce qui correspond à une distance de Hubble de 64,7 ± 4,5 Mpc (∼211 millions d'al). NGC 5716 a été découverte par l'astronome germano-britannique William Herschel en 1787.
La classe de luminosité de NGC 5716 est III et elle présente une large raie HI. Elle renferme également des régions d'hydrogène ionisé.
À ce jour, trois mesures non basées sur le décalage vers le rouge (redshift) donnent une distance de 39,767 ± 0,757 Mpc (∼130 millions d'al), ce qui est loin à l'extérieur des valeurs de la distance de Hubble. Notons que c'est avec la valeur moyenne des mesures indépendantes, lorsqu'elles existent, que la base de données NASA/IPAC calcule le diamètre d'une galaxie et qu'en conséquence le diamètre de NGC 5716 pourrait être d'environ 37,5 kpc (∼122 000 al) si on utilisait la distance de Hubble pour le calculer.